# Griffband

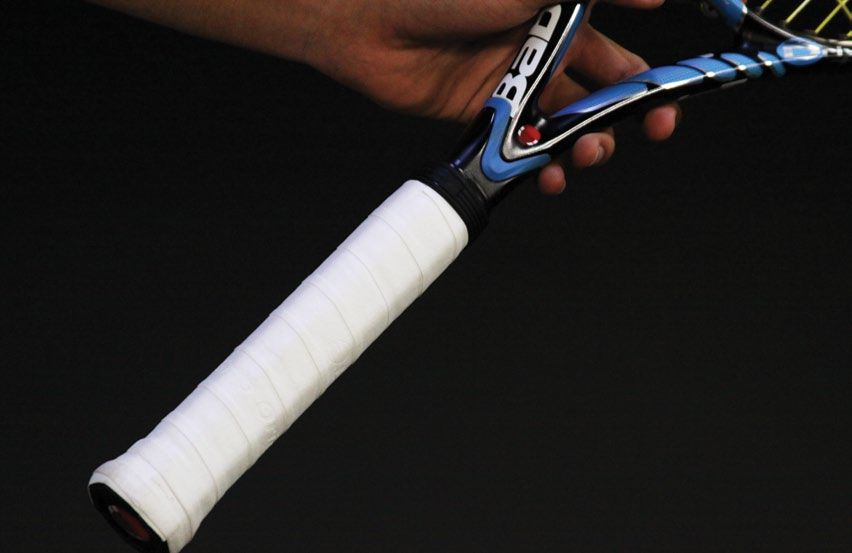
Griffband an einem Tennisschläger

Als Griffband wird die meistens vollständige Ummantelung eines Schlägergriffs bezeichnet. Griffbänder werden beispielsweise bei Tennis-, Badminton- und Squashschlägern verwendet.
Ein Griffband wird aus mehreren Gründen verwendet:
- Vermeidung von Blasenbildung an den Händen
- Schock-/Vibrationsabsorption beziehungsweise Dämpfung
- Schweißabsorption
- Besserer/sicherer Griff beziehungsweise bessere Schlägerkontrolle
- Leichter Austausch des Overgrips bei Verschmutzung

Griffbänder sind meistens selbstklebend, etwa 200 cm lang und zwischen 2,5 und 3 cm breit. Sie werden spiralförmig um die Griffschale gewickelt. Man unterscheidet zwischen Basisgriffbändern und Übergriffbändern (Overgrips). Im Allgemeinen wird mit dem Begriff Griffband letztere Bedeutung gemeint.

## Basisgriffband
Das Basisgriffband befindet sich beim Kauf bereits am Schlägergriff und erfüllt die oben genannten Punkte in grundsätzlicher Form.

## Übergriffband (Overgrip)

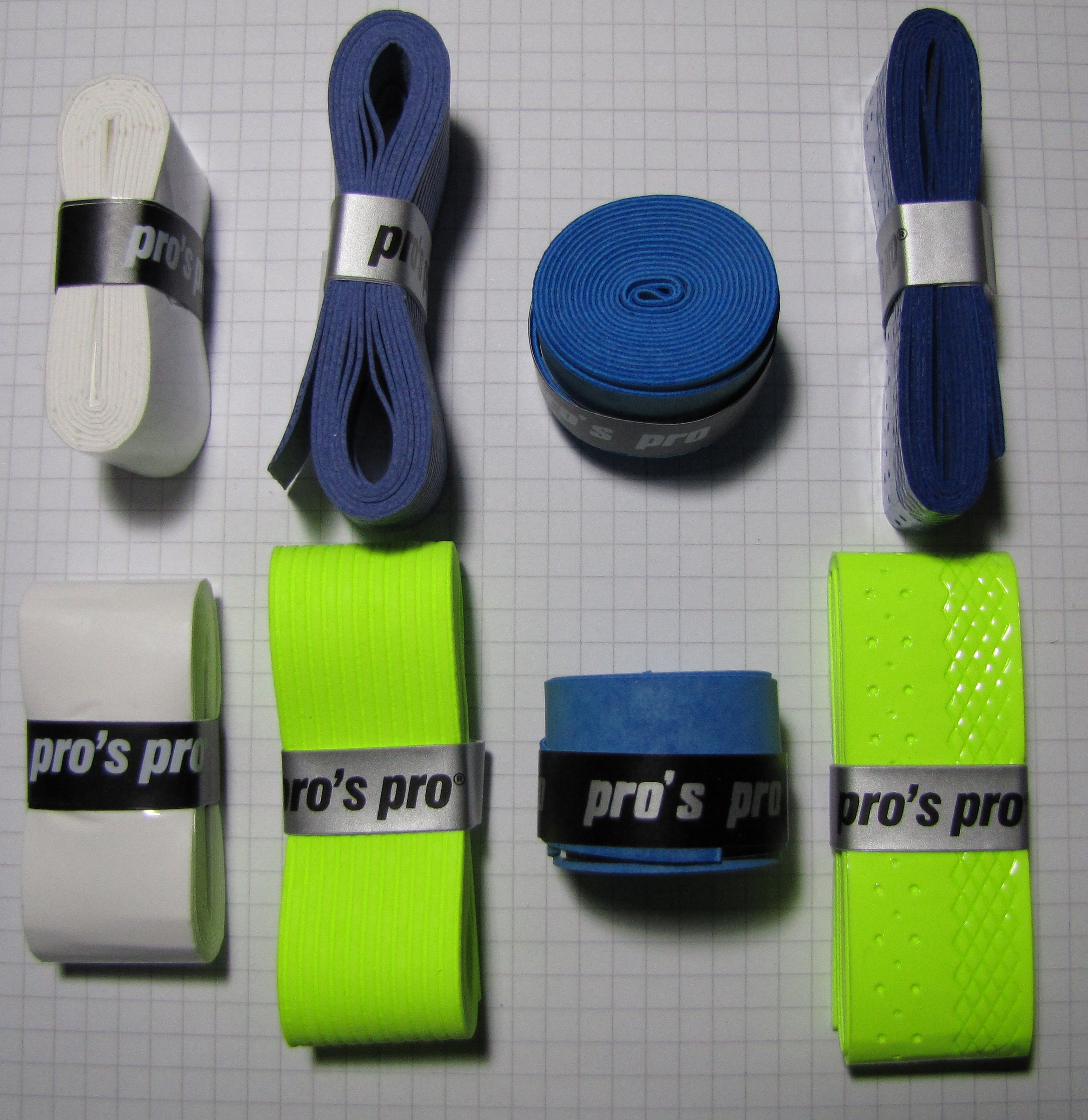
Verschiedene Übergriffbänder. Oben stehend, unten liegend jeweils das gleiche Modell.

Die meisten Sportler benutzen zusätzlich zum Basisgriffband ein Übergriffband, um eine noch bessere Griffigkeit zu erzielen. Aus diesem Grund sind viele Griffbänder mit einer groben Struktur beziehungsweise Konturierung versehen. Sie können auch die Dämpfungseigenschaften des Schlägers verbessern.
Diese Griffbänder sind oft einzeln abgepackt erhältlich und reichen von der Länge her auch bei einer etwas engeren Wicklung für jeden Schlägergriff aus. Inzwischen gibt es auch Frottee-Griffbänder, die vor allem als Meter-/Rollenware angeboten wird. Griffbänder sind in vielen verschiedenen Farben erhältlich. Ein Übergriffband sollte man halbjährlich erneuern.
Übergriffbänder erweitern die Größe des Schafts. Wenn die Griffstärke zwischen zwei Schaftgrößen liegt, kann man die kleinere wählen und dem Schaft mit einem Übergriffband die ideale Größe verleihen. 